# Сельское поселение Терменгское
Сельское поселение Терменгское — упразднённое сельское поселение в составе Верховажского района Вологодской области.
Центр — деревня Куколовская.
Образовано 1 января 2006 года в соответствии с Федеральным законом № 131 «Об общих принципах организации местного самоуправления в Российской Федерации».
В состав сельского поселения вошёл Терменгский сельсовет.
23 декабря 2015 года сельские поселения Климушинское, Наумовское и Терменгское были объединены в сельское поселение Нижне-Важское с центром в деревне Наумиха.
По данным переписи 2010 года население составляло 365 человек.

## География
Располагалось в центре района. Граничило:
- на севере с Верховажским и Наумовским сельскими поселениями,
- на востоке с Нижнекулойским и Сибирским сельскими поселениями,
- на юге с Чушевицким сельским поселением,
- на западе с Верховским сельским поселением.

## Населённые пункты
В 1999 году был утверждён список населённых пунктов Вологодской области. С тех пор состав Верховского сельсовета не изменялся.
В состав сельского поселения входили 18 деревень.
| Населённый пункт    | ОКАТО          | Рег. номер | Расстояние до районного центра, км | Расстояние до центра поселения, км | Координаты                      |
| ------------------- | -------------- | ---------- | ---------------------------------- | ---------------------------------- | ------------------------------- |
| деревня Березовская | 19 216 840 015 | 1513       | 32,7                               | 24                                 | 60°30′35″ с. ш. 42°11′14″ в. д. |
| деревня Горка       | 19 216 840 002 | 1514       | 6,7                                | 5,4                                | 60°41′55″ с. ш. 42°05′36″ в. д. |
| деревня Каличье     | 19 216 840 003 | 1515       | 13                                 | 4,3                                | 60°39′37″ с. ш. 42°05′07″ в. д. |
| деревня Клыково     | 19 216 840 004 | 1516       | 9,7                                | 2,8                                | 60°40′46″ с. ш. 42°05′20″ в. д. |
| деревня Концевская  | 19 216 840 016 | 1517       | 34,1                               | 25,4                               | 60°30′39″ с. ш. 42°11′04″ в. д. |
| деревня Коптяевская | 19 216 840 005 | 1518       | 14,3                               | 5,5                                | 60°39′27″ с. ш. 42°06′00″ в. д. |
| деревня Коровино    | 19 216 840 006 | 1519       | 13,5                               | 1,4                                | 60°39′27″ с. ш. 42°03′56″ в. д. |
| деревня Куколовская | 19 216 840 001 | 1512       | 12,1                               | —                                  | 60°40′10″ с. ш. 42°03′36″ в. д. |
| деревня Лымзино     | 19 216 840 007 | 1520       | 17,5                               | 8,8                                | 60°38′35″ с. ш. 42°07′34″ в. д. |
| деревня Мотовилово  | 19 216 840 008 | 1521       | 15,8                               | 8,9                                | 60°38′54″ с. ш. 42°06′40″ в. д. |
| деревня Папинская   | 19 216 840 017 | 1522       | 34,9                               | 26,2                               | 60°30′31″ с. ш. 42°13′54″ в. д. |
| деревня Пахомовская | 19 216 840 009 | 1523       | 10,6                               | 2                                  | 60°40′31″ с. ш. 42°05′17″ в. д. |
| деревня Писунинская | 19 216 840 010 | 1524       | 18,9                               | 10,2                               | 60°38′17″ с. ш. 42°08′41″ в. д. |
| деревня Подведежье  | 19 216 840 011 | 1525       | 19,3                               | 10,5                               | 60°38′08″ с. ш. 42°06′56″ в. д. |
| деревня Стиховская  | 19 216 840 012 | 1526       | 16,8                               | 8,1                                | 60°38′42″ с. ш. 42°07′15″ в. д. |
| деревня Трутневская | 19 216 840 018 | 1527       | 35,9                               | 27,2                               | 60°30′40″ с. ш. 42°14′17″ в. д. |
| деревня Филинская   | 19 216 840 013 | 1528       | 15,1                               | 3                                  | 60°41′21″ с. ш. 42°04′09″ в. д. |
| деревня Фроловская  | 19 216 840 014 | 1529       | 7,8                                | 4,3                                | 60°41′20″ с. ш. 42°05′39″ в. д. |